# Glenea lineatithorax
Glenea lineatithorax är en skalbaggsart som beskrevs av Maurice Pic 1926. Glenea lineatithorax ingår i släktet Glenea och familjen långhorningar.
Artens utbredningsområde är Laos. Inga underarter finns listade i Catalogue of Life.